# Kanton Caen-10
Caen-10 is een kanton van het Franse departement Calvados. Het kanton maakt deel uit van het arrondissement Caen.

## Gemeenten
Het kanton Caen-10 omvat de volgende gemeenten:
- Caen (deels, hoofdplaats)
- Cormelles-le-Royal
- Ifs